# An der Hege

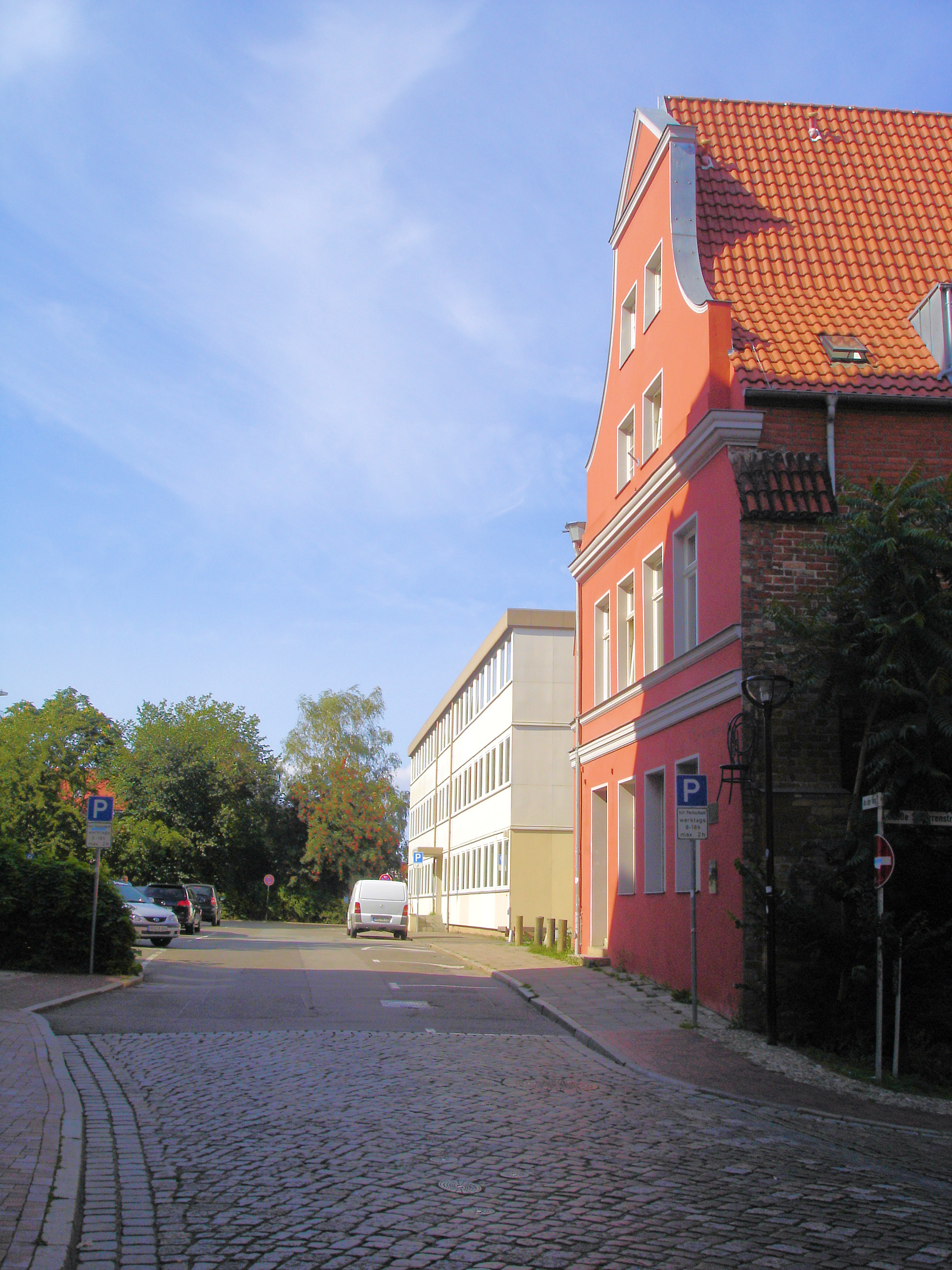
An der Hege (Ostseite rechts)

Die Straße An der Hege in Rostock ist eine kurze Gasse nordöstlich des nahen Rathauses. Im Süden ist sie an die Straße Hinter dem Rathaus angebunden, im Osten zweigt von ihr die Große Scharrenstraße ab. Im Norden endet sie heute als Sackgasse. Sie ist Teil der einstigen Rostocker Mittelstadt.

## Historisches und Sehenswertes
Im Jahre 1398 ersterwähnt, hat sie ihren Namen von einem in der Nähe befindlichen eingehegten, also umzäunten Gebiet, auf dem im Mittelalter Gericht gehalten wurde. Die Führung von öffentlichen Prozessen geschah im mittelalterlichen Rostock in der Nähe des Rathauses, wovon auch das Fresko Christus als Weltenrichter an der Vorderseite des Gebäudes Zeugnis ablegt.
Wegen ihrer Nähe zum Neuen Markt, dem Mittelpunkt der Stadt, ließen sich An der Hege wohlhabende Kaufleute und Brauherren nieder, die insbesondere die Ostseite mit stattlichen Giebelhäusern bebauten. Der Großteil der Straße fiel dem Großen Stadtbrand von 1677 zum Opfer. Im ursprünglichen Rostocker Straßennetz gelangte man von der Hege in nördlicher Richtung zu einem kleinen, dreieckigen Platz mit dem Namen Am Schilde, an dessen Südseite sich ein prachtvolles Doppelgiebelhaus befand. Dieser Schild wurde in den Bombennächten Ende April 1942 vollständig zerstört und nicht wiedererrichtet, in der gesamten Straße An der Hege überstand nur ein Gebäude den Krieg. Seitdem ist die Straße nach Norden hin eine Sackgasse. Daneben befand sich bis 2012 An der Hege ein Containerbau, und der einstige Straßenzug wird heute als Parkplatz genutzt.
Das einzig erhaltene historische Gebäude in der Straße ist An der Hege 11, hinter dessen barocker Fassade sich das älteste erhaltene Wohngebäude der Stadt Rostock befindet. Es steht an der Ecke Große Scharrenstraße, in ihm befand sich bis zur politischen Wende das Restaurant Vater Rhein, heute wird es durch den Rostocker Wingolf, eine christliche Studentenverbindung, genutzt. An dem gotischen rückwärtigen Giebel und der seitlichen Front mit ihren mächtigen Stützpfeilern kann man das wahre Alter dieses Hauses erkennen.